# Peter Dante
Peter Francis Dante, född 16 december 1968, amerikansk skådespelare som ofta förekommer i Happy Madison filmer med sin vän Adam Sandler. Hans spelar ofta sina roller tillsammans Jonathan Loughran och/eller Allen Covert. Hans roll i Little Nicky hade namnet "Peter". Ironiskt nog så hade hans roll i Grandma's Boy efternamnet "Dante".